# La Chapelle-Haute-Grue
La Chapelle-Haute-Grue är en kommun i departementet Calvados i regionen Normandie i norra Frankrike. Kommunen ligger i kantonen Livarot som ligger i arrondissementet Lisieux. År 2018 hade La Chapelle-Haute-Grue 76 invånare.

## Befolkningsutveckling
Antalet invånare i kommunen La Chapelle-Haute-Grue
Referens: INSEE